# Seznam predsednikov Paname
Seznam predsednikov Paname.

## Član začasne vlade hunte, 1903-1904
- José Agustín Arango: 3. november 1903 – 20. februar 1904
- Tomás Arias: 3. november 1903 – 20. februar 1904
- Federico Boyd: 3. november 1903 – 20. februar 1904

## Predsedniki Paname, 1904-danes
- Manuel Amador Guerrero: 20. februar 1904 – 1. oktober 1908
- José Domingo de Obaldía: 1. oktober 1908 – 1. marec 1910
- Carlos Antonio Mendoza (v.d.): 1. marec – 1. oktober 1910
- Federico Boyd (v.d.): 1. oktober|1. – 5. oktober 1910
- Pablo Arosemena Alba (v.d.): 5. oktober 1910 – 1. oktober 1912
- Belisario Porras Barahona: 1. oktober 1912 – 1. oktober 1916
- Ramón Maximiliano Valdés: 1. oktober 1916 – 3. junij 1918
- Ciro Luis Urriola (v.d.): 3. junij – 1. oktober 1918
- Pedro Antonio Díaz (v.d.): 1. oktober|1 – 12. oktober 1918
- Belisario Porras Barahona: 12. oktober 1918 – 30. januar 1920
- Ernesto Tisdel Lefevre (v.d.): 30. januar – 1. oktober 1920
- Belisario Porras Barahona: 1. oktober 1920 – 1. oktober 1924
- Rodolfo Chiari: 1. oktober 1924 – 1. oktober 1928
- Florencio Harmodio Arosemena: 1. oktober 1928 – 3. januar 1931
- Ricardo Joaquín Alfaro Jované (v.d.): 16. januar 1931 – 5. junij 1932
- Harmodio Arias Madrid: 5. junij 1932 – 1. oktober 1936
- Juan Demóstenes Arosemena: 1. oktober 1936 – 16. december 1939
- Ezequiel Fernández Jaén (v.d.): 16. december|16. – 18. december 1939
- Augusto Samuel Boyd (v.d.): 18. december 1939 – 1. oktober 1940
- Arnulfo Arias Madrid: 1. oktober 1940 – 9. oktober 1941
- Ricardo Adolfo de la Guardia Arango: 9. oktober 1941 – 15. junij 1945
- Enrique Adolfo Jiménez Brin (začasni): [[15. junij 1945 – 7. avgust 1948
- Domingo Díaz Arosemena: 7. avgust 1948 – 28. julij 1949
- Daniel Chanis Pinzón: 28. julij – 20. november 1949
- Roberto Francisco Chiari Remón: 20. november|20. – 24. november 1949
- Arnulfo Arias Madrid: 24. november 1949 – 9. maj 1951
- Alcibíades Arosemena: 9. maj 1951 – 1. oktober 1952
- José Antonio Remón Cantera: 1. oktober 1952 – 2. januar 1955
- José Ramón Guizado Valdés: 2. januar – 29. marec 1955
- Ricardo Arias Espinosa: 29. marec 1955 – 1. oktober 1956
- Ernesto de la Guardia Navarro: 1. oktober 1956 – 1. oktober 1960
- Roberto Francisco Chiari Remón: 1. oktober 1960 – 1. oktober 1964
- Marco Aurelio Robles Méndez: 1. oktober 1964 – 1. oktober 1968
- Arnulfo Arias Madrid: 1. oktober|1. – 11. oktober 1968
- José María Pinilla Fábrega (predsednik začasne hunte): 12. oktober 1968 – 18. december 1969
- Demetrio Lakas Bahas: 19. december 1969 – 11. oktober 1978
- Aristides Royo: 11. oktober 1978 – 31. julij 1982
- Ricardo de la Espriella: 31. julij 1982 – 13. februar 1984
- Jorge Illueca: 13. februar – 11. oktober 1984
- Nicolás Ardito Barletta Vallarino: 11. oktober 1984 – 28. september 1985
- Eric Arturo Delvalle: 28. september 1985 – 26. februar 1988
- Manuel Solís Palma (v.d.): 26. februar 1988 – 1. september 1989
- Francisco Rodríguez (začasni): [[1. september – 20. december 1989
- Guillermo Endara: 20. december 1989 – 1. september 1994
- Ernesto Pérez Balladares: 1. september 1994 – 1. september 1999
- Mireya Moscoso: 1. september 1999 – 1. september 2004
- Martín Torrijos: 1. september 2004 – 1. julij 2009
- Ricardo Martinelli: 1. julij 2009 – 1. julij 2014
- Juan Carlos Varela: 1. julij 2014 – 2019
- Laurentino Cortizo Cohen  2019 – 2024
- José Raúl Mulino 2024 –

Opomba: General Manuel Noriega je občasno napačno predstavljen kot predsednik Paname v času 1983 do 1989. Čeprav je imel večino de facto pooblastil v tem času, ni bil nikoli pravno upravičen predsednik in je deloval istočasno s pravimi predsedniki.